# Ernest Brown
Ernest Brown (Bronx, 17 maggio 1979) è un ex cestista statunitense, professionista nella NBA, in Asia, Europa e Sudamerica.

## Carriera
È stato selezionato dai Miami Heat al secondo giro del Draft NBA 2000 (52ª scelta assoluta).

## Palmarès
- Campione NBDL (2003)
- All-NBDL Second Team (2003)
- JUCO District 1 Player of the Year (1999)